# Francesco Italia
Francesco Italia (Milano, 11 settembre 1972) è un politico e attivista italiano, sindaco di Siracusa dal 27 giugno 2018.

## Biografia
Ha conseguito la laurea in giurisprudenza alla Statale di Milano, specializzandosi in marketing e comunicazione d'impresa. A Milano è stato anche direttore di Gay.tv.
Attivo nel volontariato sociale ha ricoperto il ruolo di responsabile di un progetto per la Missione Arcobaleno con COOPI e Aviation Sans Frontieres, coordinando un progetto di aiuti umanitari per i profughi albanesi del Kosovo.
Nel 2006 si candida a Milano con la lista civica Moratti.
Nel 2008 sceglie di ritornare a Siracusa per svolgere attività imprenditoriali nel settore turistico.
Nel 2013 diviene vicesindaco di Siracusa affiancando Giancarlo Garozzo, del Partito Democratico, nella gestione della sindacatura. Durante il suo mandato ha guidato gli assessorati all'ambiente, cultura, turismo, spettacolo, UNESCO e sport.
Su iniziativa di "Arcigay Siracusa" e grazie al suo prezioso contributo vengono organizzati a Siracusa il primo Gay pride  e altri eventi culturali.
Nel maggio 2017, in occasione dell'inaugurazione della borsa del turismo siciliano Travelexpo, è stato designato tra "I magnifici sette del turismo Siciliano".
Alle elezioni amministrative del 2018 si candida alla carica di sindaco di Siracusa, in seguito al ritiro della candidatura di Garozzo. Vince il ballottaggio con il 52,99% delle preferenze, battendo il candidato di centro-destra Ezechia Paolo Reale.
Nel 2019 aderisce ad Azione, nuovo partito politico fondato da Carlo Calenda.
Alle elezioni amministrative del 2023 si ricandida alla carica di sindaco di Siracusa, sostenuto da una lista riconducibile ad Azione e da altre tre liste civiche; al primo turno ottiene il 23% dei voti, arrivando secondo dietro al candidato del centro-destra Ferdinando Messina. Al ballottaggio ribalta il risultato, venendo rieletto con il 55,39% dei consensi.
Gestisce un blog su internet.